# Mario de Carvalho
Mário Costa Martins de Carvalho es un novelista, cuentista, dramaturgo y guionista portugués nacido en Lisboa, en 1944.

## Biografía
Mário de Carvalho es de una familia del Sur de Portugal. A partir de las huelgas estudiantiles de 1961-1962, participó activamente en los movimientos de protesta universitarios, animó asociaciones y cineclubs, obteniendo la licenciatura en la Facultad de Derecho de Lisboa.
En 1971, debido a su resistencia antifascista, fue detenido por la policía política al principio de su servicio militar. Sometido a once días de privación del sueño, estuvo condenado a catorce meses de cárcel en las prisiones políticas de Caxias y Peniche. Salió ilegalmente de Portugal en 1973 y se expatrió a Lund, en Suecia, donde obtuvo el  asilo político en vísperas de la Revolución de los Claveles del 25 de abril de 1974. 
De vuelta a Lisboa, se dedicó a la abogacía, defendiendo principalmente causas sindicales y de inquilinato.
Integró la dirección de la Associação Portuguesa de Escritores, fue profesor invitado de la Escola Superior de Teatro e Cinema, y de la Escola Superior de Comunicação Social durante varios años. Dirigió másteres de escritura para el teatro en la Facultad de Letras de la Universidad de Lisboa y otros talleres de escritura de ficción.

## Obra
En 1981, con Contos da Sétima Esfera, Mário de Carvalho irrumpe de manera fulgurante en la literatura portuguesa de la Posrevolución, entre crueldad, fantástico e ironía. Un año más tarde, sale una colección de relatos breves, Casos do Beco das Sardinheiras (Historias del Callejón de los Geranios), en la que el público descubre el humor satírico de Carvalho y su aguda observación del cotidiano urbano de la pequeña burguesía. Su fantasía imaginativa y jocosa se da libre curso en O Livro Grande de Tebas, Navio e Mariana (1982), que gana el Premio Cidade de Lisboa, y con A Inaudita Guerra da Avenida Gago Coutinho (1983). En 1986, la novela A Paixão do Conde de Fróis recibe el Premio Dom Diniz. Luego traducida por la casa Gallimard, se desarrolla en el siglo XVIII, pretextando un episodio de la Guerra de los Siete Años para jugar con la realidad histórica, con sabroso humorismo.
Os Alférez (1989), Gran Premio de la Associação Portuguesa de Escritores, y Premio Citá de Cassino, ofrece tres novelas cortas que cuestionan las guerras coloniales a partir de la mirada crítica de jóvenes oficiales que hacen el servicio militar después de prórroga por estudios. Fue adaptada dos veces para cinema (Luís Filipe Costa, y Júlio Alves), y una para teatro (Il était une fois un sous-lieutenant,  por Odile Ehret) 
Um Deus Passeando Pela Brisa da Tarde (1994), que contempla la época de Marco Aurelio, a pesar de que su autor afirme en el epígrafe que el libro « no es una novela histórica », surge como obra maestra de un género revisitado, en la que el héroe, el duunviro Lucio, enfrenta problemas de hoy y de siempre con desengañado escepticismo. Ha sido galardonada esta novela con varios premios, Prémio de Romance da Associação Portuguesa de Escritores, Premio Fernando Namora, Pegasus Prize for Literature, Premio Letterario Giuseppe Acerbi. Está traducido en español (Un dios pasea en la brisa de la tarde, trad. Basilio Losada, Seix Barral, 1998), francés, inglés, alemán, italiano y más idiomas.
En 1995 sale Era bom que trocássemos algumas ideias sobre o assunto, primera de una serie de novelas a la que el autor da el nombre de “cronovelemas”, sátiras de lo cotidiano que abarcan temas de actualidad, ya se trate del PCP, de la Comunicación Social, de la pequeña burguesía en crisis (A Arte de morrer longe, 2010), o, últimamente, de estafadores de baja ralea (Quando o Diabo reza, 2011).
Fantasia para dois coronéis e uma piscina (2003) es un retrato mordaz e hilarante de la sociedad portuguesa del Pos25 de abril, simbolizada por dos coroneles, excapitanes de la Revolución, y sus esposas: la decrepitud de los dos matrimonios ilustra en páginas irresistibles una decadencia global premonitoria, y que no se limita al Finisterrae europeo.  Galardonado con el Premio PEN Clube portugués y el Grande Prémio de Literatura ITF/DST. Traducido en francés, inglés, alemán y otras lenguas, acaba de salir en traducción española (Fantasía para dos coroneles y una piscina, trad. Lourdes Eced, Xordica Editorial, 2011).
En A Sala magenta, de 2008, novela coronada por el Premio Fernando Namora, y el Premio Vergílio Ferreira, el encanto, sutileza e ironía del estilo de Mário de Carvalho sirven la descripción de los lindos paisajes de Alentejo, pero también la de la fauna lisboeta y sus conductas sexuales disolutas, acompañando al personaje Gustavo, antihéroe de nuestro tiempo.
El autor nunca dejó de escribir y publicar ficción breve, desde los cuentos fantásticos Contos da Sétima Esfera, de 1981, reeditados en 2010, las variaciones intertextuales d Quatrocentos Mil Sestércios seguido de El Conde Jano (1991), Gran Premio de Cuento Camilo Castelo Branco, hasta el reciente O Homem do Turbante Verde (2011).
Su producción teatral no se aleja de las preocupaciones sociales e ideológicas del autor cuando se trata de la generación que milita contra Salazar, y ve más tarde frustradas muchas esperanzas, o cuando una cárcel metaforiza la sociedad, en la farsa barroca Haja Harmonia.
Água em pena de pato, 1991.
Se perguntarem por mim, não estou seguido de Haja Harmonia, 1999.
Mário de Carvalho escribió para el cine, y es autor de O Homem que Engoliu a Lua (El Hombre que se Tragó la Luna, 2003), libro de literatura juvenil.

## Libros publicados[1]
- Contos da Sétima Esfera (contos), 1981
- Casos do Beco das Sardinheiras (contos), 1982
- O Livro Grande de Tebas, Navio e Mariana (romance), 1982

Prémio Cidade de Lisboa
- A inaudita guerra da Avenida Gago Coutinho (contos), 1983
- Fabulário (Contos), 1984
- Contos Soltos (contos), 1986
- A Paixão do Conde de Fróis (romance), 1986

Prémio Dom Diniz
- E se Tivesse a Bondade de Me Dizer Porquê?(folhetim), em colaboração com Clara Pinto Correia, 1986
- Os Alferes (Contos), 1989
- Quatrocentos Mil Sestércios seguido de O Conde Jano (novelas), 1991

Grande Prémio APE(Conto)
Grande Prémio de Conto Camilo Castelo Branco
- Água em pena de pato (Teatro), 1991
- Um Deus Passeando pela Brisa da Tarde (romance), 1994

Prémio de Romance e Novela da APE/IPLB
Prémio Fernando Namora
Prémio Pégaso de Literatura
Prémio Literário Giuseppe Acerbi
- Era Bom que Trocássemos Umas Ideias Sobre o Assunto (romance), 1995
- Apuros de um Pessimista em Fuga (novela), 1999
- Se Perguntarem por Mim, Não Estou seguido de Haja Harmonia (teatro), 1999

Grande Prémio APE (Teatro)
- Contos Vagabundos (contos), 2000
- Fantasia para dois coronéis e uma piscina (romance), 2003

Prémio PEN Clube Português Ficção
Grande Prémio de Literatura ITF/DST
- O Homem que Engoliu a Lua (infantojuvenil), 2003
- A Sala Magenta, 2008

Prémio Fernando Namora
Prémio Vergílio Ferreira (pelo conjunto da obra)
- A Arte de Morrer Longe, 2010
- O Homem do Turbante Verde (contos), 2011
- Quando o Diabo Reza, 2011